# バートラム・ブロックハウス
バートラム・ネヴィル・ブロックハウス（Bertram Neville Brockhouse、 1918年7月15日 - 2003年10月13日）はカナダの物理学者。1994年 中性子散乱技術の開発に対する先駆的貢献によりクリフォード・シャルとノーベル物理学賞を受賞した。 

## 経歴
アルバータ州、レスブリッジに生まれた。ブリティッシュコロンビア大学で学び、トロント大学で学位を得た。1950年から1962年の間、カナダのチョーク・リバー研究所で研究した。1962年からマックマスター大学の教授になり1984年まで同職を続けた。 
1946年にアメリカ国外で初めて原子炉がつくられたチョーク・リバー研究所で中性子の散乱を研究し、1956年3軸分光器を製作し、中性子の非弾性散乱により、格子振動を観測した。1962年にオリバー・E・バックリー凝縮系賞受賞。1965年に王立協会フェロー選出。